# Brygada Giwati
Brygada Giwati również jako 84 Brygada (hebr. חטיבת גבעתי, Chatiwat Giwati) – elitarny związek taktyczny piechoty zmechanizowanej Sił Obronnych Izraela. Wchodzi w skład 162 Dywizji Pancernej podległej Dowództwu Południowemu. Baza brygady znajduje się w Camp Miszmar ha-Negew, przy kibucu Miszmar ha-Negew.

## Historia

### Wojna o niepodległość

Emblemat Brygady Giwati w 1948

Początki istnienia Brygady Giwati są związane z tworzeniem w 1947 jednostek taktycznych przez żydowską organizacę paramilitarną Hagana. Powstało wówczas sześć brygad piechoty Hagany.
Latem 1947 rozpoczęło się tworzenie na przedmieściach Tel Awiwu pierwszych oddziałów kolejnej 5 Brygady Giwati. Jako pierwszy utworzono 51 batalion, który natychmiast rozpoczął działalność przy utrzymywaniu bezpieczeństwa transportu. Niektórzy religijni żołnierze przyłączyli się wówczas do grupy, która udała się w celu wzmocnienia obrony wiosek Ben Szemen i Gusz Ecjon.
Pod koniec listopada 1947 ostatecznie utworzono 5 Brygadę Giwati, której dowódcą został Shimon Avidan. Z weteranów Brygady Żydowskiej i kompanii szturmowych Palmach sformowano bataliony 52, 53 i 54. Podczas wojny domowej w Mandacie Palestyny powierzono im następujące zadania:
- 51 batalion – ochrona szlaku komunikacyjnego Tel Awiw – Bat Jam – Holon.
- 52 batalion – obrona rejonu Niccanim – Galon – Kefar Urijja – Gezer – Tel Awiw.
- 53 batalion – obrona przedpola Tel Awiwu od strony Jafy, oraz ochrona szlaków komunikacyjnych.
- 54 batalion – udzielanie pomocy w różnych sektorach obrony Tel Awiwu.

W dniu 8 grudnia 1947 żołnierze brygady przeprowadzili adwetowy atak na arabską wieś Selma. Atak został odparty, spalono jednak liczne domy w okolicy.
W kwietniu 1948 Brygada Giwati opuściła Tel Awiw i przejęła odpowiedzialność za działania w regionie centralnym. Dowódca Brygady, Shimon Avidan został równocześnie mianowany dowódcą operacji Nachshon. W dniu 5 kwietnia jeden z batalionów brygady wziął udział w próbie dostarczenia zaopatrzenia do oblężonej Jerozolimy. Operacja ta zakończyła się niepowodzeniem. 27 kwietnia brygada wzięła udział w operacji Chamec, podczas której zniszczono wsie arabskie położone na wschód od miasta Jafa. W Jafie otoczono duże siły arabskie. Kontynuowanie dalszych działań zostało powstrzymane przez działania brytyjskich sił. Na początku maja brygada wzięła udział w operacji Maccabi, usiłując otworzyć drogę do Jerozolimy. Wszystkie izraelskie natarcia były jednak zatrzymywane w rejonie Latrun.
Gdy wojna weszła w swoją drugą fazę, Brygada Giwati została przeniesiona w południowy region i działa w okolicach Gedery, Gan Jawne i Be’er Towijja. W dniu 12 maja brygada wzięła udział w operacji Barak, podczas której podjęto próbę otworzenia odciętych dróg komunikacyjnych do osiedli żydowskich na pustyni Negew. W czasie trwania tej operacji wypędzono około 1,8 tys. Arabów ze swoich domów.
Kiedy Izrael proklamował niepodległość (14 maja 1948), Brygada Giwati weszła w skład Sił Obronnych Izraela. Pod koniec maja sformowano bataliony 55 i 56. 55 Batalion początkowo był batalionem szkoleniowym, jednak gdy nastąpiło gwałtowne pogorszenie sytuacji na froncie, został on skierowany do obrony rejonu Nes Cijjona – Rechowot. Natomiast 56 Batalion został skierowany do powstrzymania natarcia egipskich wojsk. W czerwcu sformowano 57 Batalion, złożony z weteranów Irgunu.
Na początku wojny o niepodległość 29 maja brygada wzięła udział w operacji Pleszet, podczas której zaatakowała przeważające siły egipskie (kolumna ponad 500 pojazdów wojskowych) nacierające w kierunku Tel Awiwu. Po kilku dniach walk brygada poniosła duże straty, zmusiła jednak egipskie kolumny do zmienienia kierunku natarcia. W dniach 7–10 czerwca brygada wzięła udział w nieudanej obronie kibucu Niccanim. Była to jedna z nielicznych izraelskich porażek podczas tej wojny. W nocy z 8 na 9 lipca Brygada Giwati rozpoczęła operację An-Far, podczas której wyparto Egipcjan z południowej części Judei. W dniu 13 września w Rechowot odbyła się pierwsza uliczna parada Brygady Giwati, w której uczestniczyło kilka tysięcy żołnierzy i ich pojazdy. Żołnierze po raz pierwszy pokazali na swoich mundurach emblemat brygady – tarczę z widocznym mieczem, wyrażającym waleczność. Następnie w październiku brygada wzięła udział w operacji Yoaf, w której zajęto miasta Beer Szewa i Aszdod na pustyni Negew. W listopadzie 1948 Brygada Giwati została przeniesiona z południa w region centralny, i zabezpieczyła rejon Ramat ha-Kowesz. Równocześnie dowództwo nad brygadą objął Etan Liwni. Ogółem podczas całej wojny o niepodległość Brygada Giwati uczestniczyła w 180 bitwach, tracąc 675 zabitych i około 2 tys. rannych.
Po zakończeniu wojny brygada prowadziła działania przeciwko arabskim fedainom na pustyni Negew. W 1955 dowódcą został Chajjim Bar-Lew. Latem 1956 podjęto decyzję o rozwiązania brygady. 51 Batalion przeniesiono do Brygady Golani, 52 batalion do 7 Brygady. Z pozostałych batalionów sformowano rezerwową 17 Brygadę Giwati, którą później przemianowano na 5 Dywizję (rezerwowa). Uczestniczyła ona we wszystkich wojnach izraelsko-arabskich.

### Odtworzenie Giwati
Po doświadczeniach wojny libańskiej w 1983 dostrzeżono potrzebę rozbudowy wojsk lądowych. Podjęto wówczas decyzję o sformowaniu nowej brygady piechoty zmotoryzowanej, która otrzymała nazwę Giwati, aby w ten sposób symbolicznie nawiązywać do tradycji Brygady Giwati z wojny o niepodległość. Do starego emblematy Brygady Giwati dodano wizerunek lisa, wyrażającego spryt i przebiegłość. Pierwszym dowódcą został Jehuda Duvdevani. Formowanie nowej brygady oparto na jednostce sił specjalnych Sayeret Shaked, która weszła w skład brygady jako 424 Batalion (Shaked).
Nowa brygada działa na zmianę w „strefie bezpieczeństwa” w południowym Libanie i w Strefie Gazy. Po wycofaniu się w 2000 z Libanu, brygadę podporządkowano pod Południowe Dowództwo. Od tej pory brygada stacjonuje w rejonie Strefy Gazy. Podczas intifady Al-Aksa wzięła udział w licznych operacjach antyterrorystycznych wymierzonych przeciwko palestyńskim organizacjom terrorystycznym Hamas i Islamski Dżihad. Organizacje te rozwinęły swoją działalność terrorystyczną w gęsto zaludnionym obszarze Strefy Gazy. Pośrodku gęstej zabudowy mieszkalnej znajdowały się ukryte wytwórnie broni oraz obozy szkoleniowe terrorystów. Specyfika terenu wymuszała na żołnierzach brygady doskonalenia metod prowadzenia operacji wojskowych z jak najmniejszym narażeniem ludności cywilnej. Walki w Strefie Gazy stały się szczególnie intensywne po 2004. Brygada przeprowadzała krótkie wypady kolumnami zmechanizowanymi przy silnym wsparciu sił powietrznych. Podjęto także wysiłki wykrywania i niszczenia podziemnych tuneli przemytniczych na granicy Strefy Gazy z Egiptem. Podczas tych akcji żołnierze zdobywali doświadczenie bojowe charakterystyczne dla sił specjalnych. W ten sposób Brygada Giwati stawała się elitarną jednostką taktyczną. Brygada ponosiła jednak ciężkie straty. W dniach 11 i 12 maja 2004 stracono dwa transportery opancerzone M113 z załogami (zginęło 11 żołnierzy).
W sierpniu 2005 brygada wycofała się ze Strefy Gazy. Ewakuowano wówczas wszystkie osiedla żydowskie ze Strefy Gazy. Wycofanie nie przyniosło jednak oczekiwanej poprawy bezpieczeństwa, i palestyńscy terroryści nadal ostrzeliwują Izrael. Było to jednym z powodów przeprowadzenia w grudniu 2008 operacji Płynny Ołów. Żołnierze Brygady Giwati działali w dzielnicach Zeitoun i Tel al-Hwa w mieście Gaza.

## Struktura
Brygada Giwati wchodzi w skład 162 Dywizji Pancernej i podlega Dowództwu Południowemu Sił Obronnych Izraela.
| Oddziały taktyczne: - 424 batalion (Shaked) – składa się z pięciu kompanii, będących pierwszą siłą uderzeniową brygady - 432 batalion (Tzabar) – jest stałym batalionem bojowym operującym w rejonie Strefy Gazy. Składa się pięciu kompanii - 435 batalion (Broom) – składa się z pięciu kompanii | Oddziały wsparcia: - 846 batalion wsparcia bojowego (Shu’alei Shimshon) - kompania przeciwpancerna (Dikla) - zmechanizowana kompania inżynieryjna (Dolev) – prowadzi działania sabotażowe i inżynieryjne - kompania rozpoznawcza (Shu’alei Shimshon) – jednostka sił specjalnych, nazywana także Sayeret Giwati - kompania łączności (Maor) |

Weterani Brygady Giwati służą najczęściej w rezerwowej Brygadzie Negew.

## Uzbrojenie
Żołnierze Brygady Giwati są uzbrojeni w karabiny szturmowe Tavor, oraz dawniej używane karabiny automatyczne z rodziny karabinów M16 (5,56 mm) i karabiny szturmowe M4. Wszystkie powyżej wymienione karabiny posiadają możliwość podczepienia różnorodnych akcesoriów, takich jak np. celownik optyczny, celownik noktowizyjny, latarka taktyczna lub granatnik podwieszany M203. Dodatkowo żołnierze są uzbrojeni w różnorodne granaty ręczne (odłamkowe, dymne, ogłuszające i inne).
Podstawowymi karabinami maszynowymi są: Negev i FN MAG. Z ciężkiego uzbrojenia używane są: ciężkie karabiny maszynowe Browning M2 i granatniki Mk 19.
Uzbrojeniem strzelców wyborowych są: karabin M24 SWS i karabin Barrett M82.
Do walki z pojazdami opancerzonymi żołnierze są uzbrojeni w granatniki przeciwpancerne RPG-7 i M72. Natomiast do walki z bronią pancerną używa się o wiele droższych i bardziej skomplikowanych w obsłudze przeciwpancernych pocisków kierowanych: BGM-71 TOW i Spike.
Brygada wykorzystuje transportery opancerzone M113, Nagmaszot i Nakpadon, oraz bojowe wozy piechoty Namer. Podstawowym pojazdem transportowym są uniwersalne pojazdy terenowe Humvee.

## Dowódcy
- Jehuda Duvdevani (1983–1985)
- Ze’ew Drori (1985–1986)
- Eric Moran (1986–1987)
- Efi Ejtam (1987–1988)
- Jom-Tow Samia (1988–1990)
- Giora Inbar (1990–1992)
- Giora Eiland (1992–1993)
- Mooney Horev (1993–1995)
- Meir Kalifi (1995–1997)
- Ejal Schlein (1997–1999)
- Li’or Szalew (1999–2001)
- Imad Fares (2001–2003)
- Ejal Eisenberg (2003–2005)
- Joel Strick (2005–2007)
- Ilan Malka (2007–2009)
- Moni Katz (2009–2011)
- Ofer Lewi (2011–2013)
- Ofer Winter (2013–2015)
- Jaron Finkelman (2015–)

## Ciekawostki
Przy kibucu Sede Jo’aw znajduje się muzeum Brygady Giwati.